# Joseph Merhi (Regisseur)
Joseph Toufik Merhi (* 1. Juni 1953 in Southampton, England) ist ein britischer Filmregisseur und -produzent. Merhi gründete 1984 zusammen mit Richard Pepin die Filmgesellschaft City Lights, die später in PM Entertainment umbenannt wurde. 2000 wurde PM Entertainment verkauft und musste bald darauf schließen. Merhi ist bekannt dafür, Actionfilme für den Direct-to-DVD-Markt zu drehen, welche häufig Verfolgungsjagden und große, spektakuläre Explosionen enthalten.
Nach 1997 und dem Film Executive Target entschied Merhi, sich mehr aufs Produzieren von Direct-to-DVD-Filmen zu konzentrieren. 2007 führte er bei dem Film Oranges seit zehn Jahren erstmals wieder Regie.

## Filmografie (Auswahl)

### Als Regisseur
- 1992: Maximum Force
- 1992: Final Impact
- 1992: C.I.A. Codename: Alexa
- 1993: Karate Tiger 7
- 1994: Direct Hit - Im Todeskreis der Angst
- 1995: Speed Rage
- 1996: Last Man Standing
- 1996: Night of Terror
- 1997: Executive Target

### Als Produzent
- 1991: Bloodfist Fighter 2 – Tödliche Rache
- 1993: Bloodfist Fighter 4
- 1996: Skyscraper
- 1999: Hot Boyz
- 1999: Inferno
- 2000: Epicenter
- 2000: The Stray – Der Racheengel
- 2004: Keine halben Sachen 2 – Jetzt erst recht!
- 2004: Retrograde – Krieg auf dem Eisplaneten
- 2008: Columbus Day – Ein Spiel auf Leben und Tod